# Taagan
Taagan (Schots-Gaelisch: Na Tathagan) is een dorp in de Schotse lieutenancy Ross and Cromarty in het raadsgebied Highland.